# Cortodera humeralis
Cortodera humeralis är en skalbaggsart som först beskrevs av Johann Gottlieb Schaller 1783.  Cortodera humeralis ingår i släktet Cortodera och familjen långhorningar.
Artens utbredningsområde är Frankrike. Inga underarter finns listade i Catalogue of Life.

## Bildgalleri

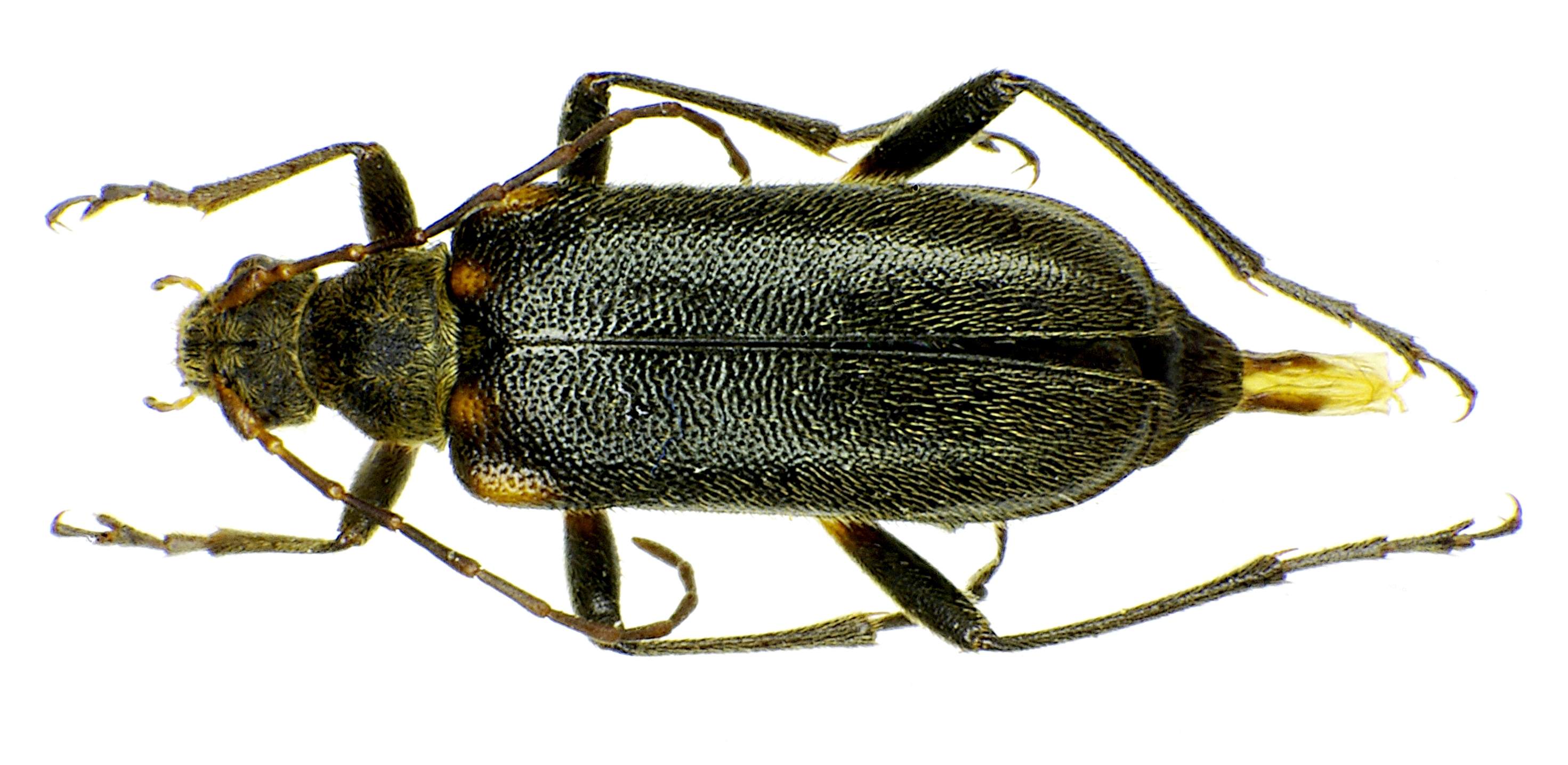
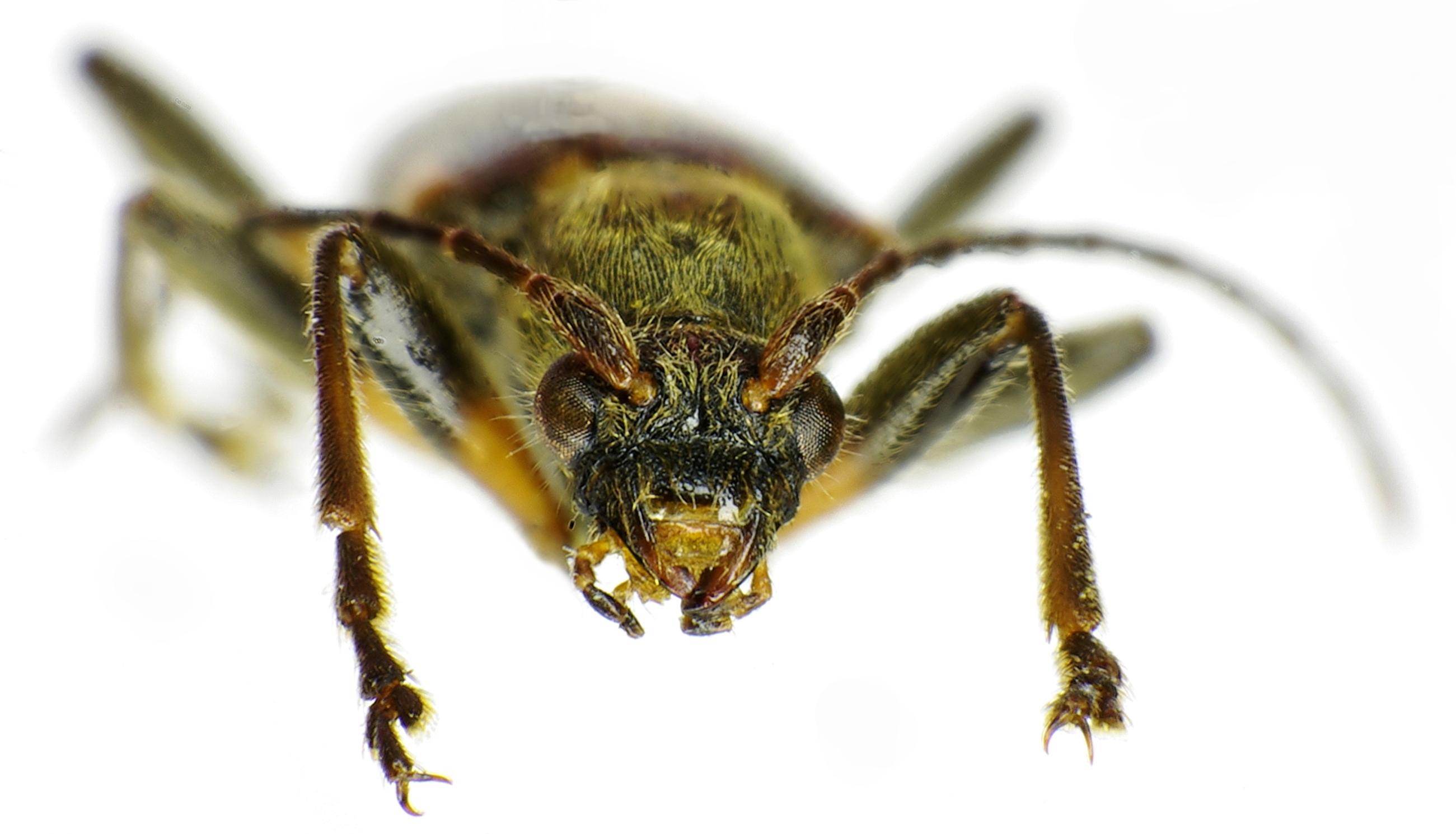
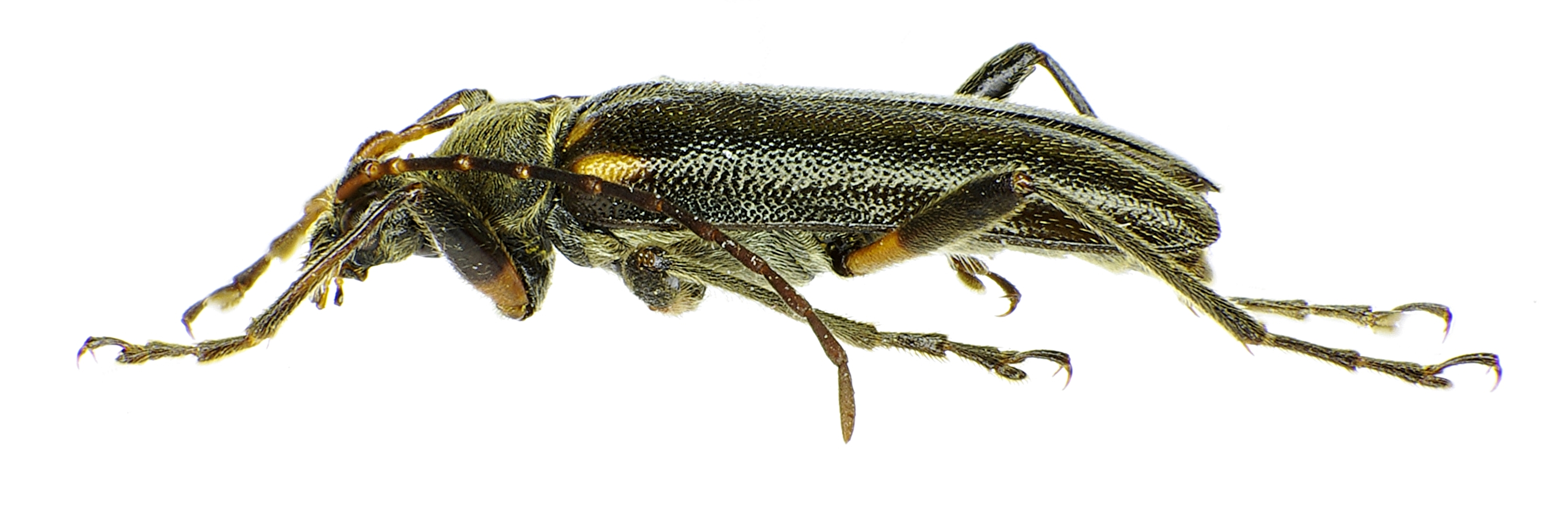
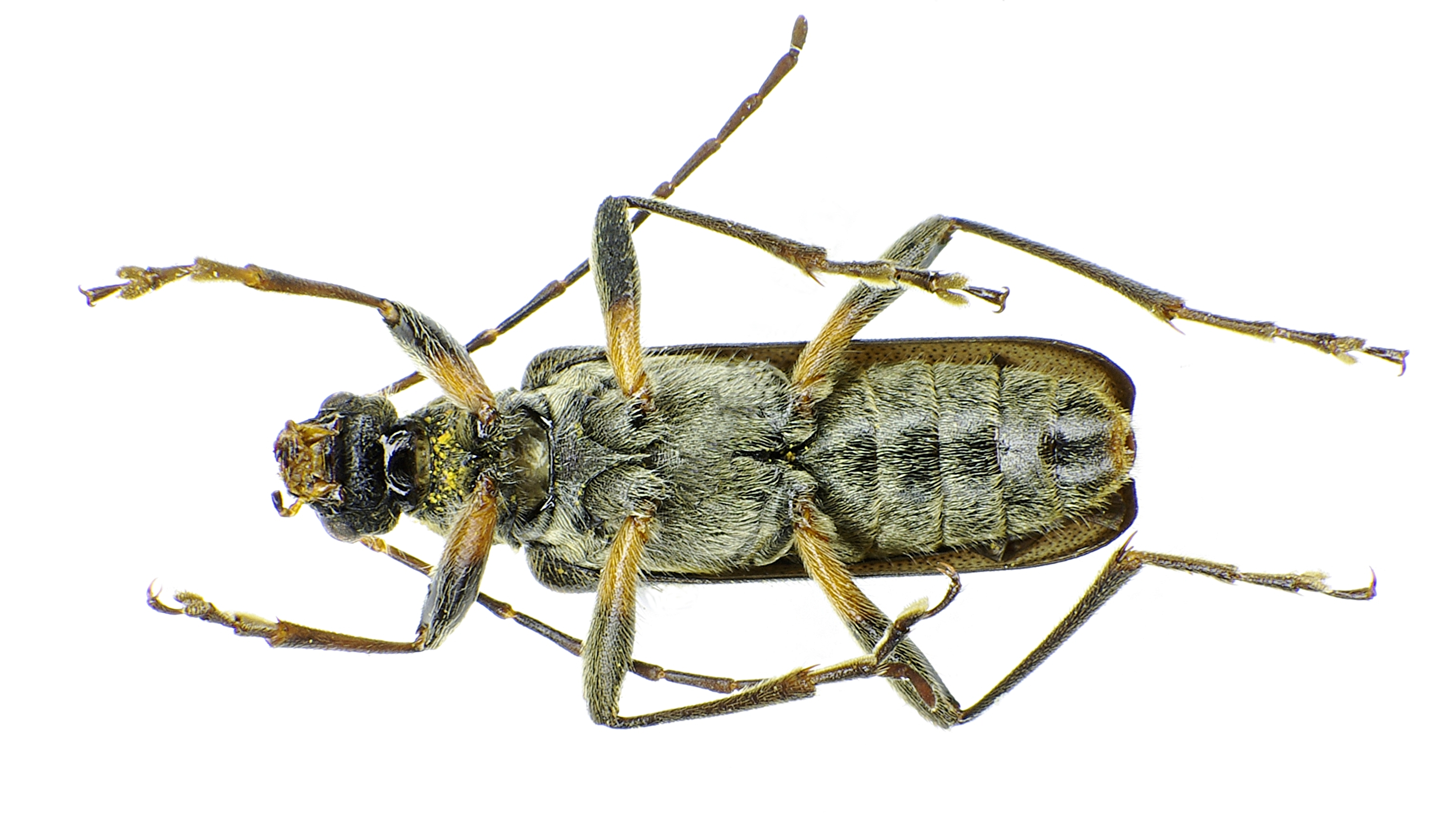